# NGC 406
NGC 406 je galaksija u zviježđu Tukan.

## Vanjske poveznice
- SEDS: NGC 406